# Symphonie no 2 de Prokofiev
Pour les articles homonymes, voir Symphonie no 2.
La Symphonie en ré mineur, opus 40, est la deuxième des sept symphonies de Sergueï Prokofiev, écrite en 1924. 
Elle est représentative du style urbaniste, est l’œuvre la plus « avant-gardiste » du compositeur, qui la surnommait d'abord, non sans fierté, « la symphonie de fer et d'acier » avant d'en rejeter, sur le tard, l'aspect trop compact de la structure et de l'orchestration ainsi que le caractère excessivement démonstratif, et de projeter de la remanier ainsi qu'il l'avait fait avec sa Quatrième symphonie (ce projet ne put se concrétiser).

## Structure
La symphonie est composée de deux mouvements :
1. Allegro ben articolato
2. Thème et variations

## Fiche technique
- Titre : Symphonie no 2 en ré mineur, op. 40
- Composition : 1924
- Création : 6 juin 1925 à Paris, sous la direction de Serge Koussevitzky
- Durée : 35 minutes

### Orchestration
| Instrumentation de la Symphonie no 2                                                                      |
| Cordes |
| premiers violons, seconds violons, altos, violoncelles, contrebasses                                      |
| Bois |
| 2 flûtes, 1 piccolo 2 hautbois, 1 cor anglais 2 clarinettes 1 clarinette basse, 2 bassons, 1 contrebasson |
| Cuivres                                                                                                   |
| 4 cors, 3 trompettes, 3 trombones, 1 tuba                                                                 |
| Percussions                                                                                               |
| timbales, triangle, grosse caisse, caisse claire, cymbales, castagnettes, tambourin                       |
| Clavier                                                                                                   |
| 1 piano                                                                                                   |

## Histoire

### Composition
Elle a été écrite près de huit ans après sa première symphonie et quatre ans avant sa troisième. Elle est contemporaine de sa suite symphonique extraite de son opéra L'Amour des trois oranges. Il s'agit d'une commande du chef d'orchestre Serge Koussevitzky. Prokofiev s'est inspiré de Pacific 231 d'Arthur Honegger pour l'orchestration. La structure de l'œuvre est issue de celle de la sonate pour piano no 32 de Beethoven, composée, comme sa symphonie, d'un mouvement classique suivi par un thème et variations. Un troisième mouvement était initialement prévu, jamais écrit. De même, il existe une version simplifiée mais inachevée, de cette œuvre, notée comme son op. 136.

### Création et réception
L’œuvre a été créée à Paris le 6 juin 1925 sous la direction de Serge Koussevitzky, et elle était destinée à choquer un public considéré comme frileux alors même que la ville accueillait une bonne partie de la modernité musicale européenne (le groupe des Six, Igor Stravinsky, Maurice Ravel...). La réception fut assez mitigée et Prokofiev, lui-même, fut assez critique quant à sa partition.

## Analyse
La structure en deux mouvements de durée et de caractère foncièrement dissemblables (un allegro et une suite de variations) est calquée sur l’Opus 111 de Ludwig van Beethoven et dévoile, malgré toute la posture « barbare », la conscience d’un héritage musical à assumer et d’une dette à honorer. 

### Allegro ben articolato
D'une durée d'environ 10 minutes, il s'agit de l'exemple le plus extrême de « machinisme musical », et le mouvement le plus contrapuntique et le plus dissonant écrit par Prokofiev.

### Thème et variations
D'une durée d'environ 25 minutes, il est basé sur un thème d'origine chinoise. Le mouvement se distingue par le caractère systématiquement étrange de ses tonalités et son ambiance lyrique et mystérieuse. Le thème lui-même est Andante et il est suivi de six variations :
1. L'istesso tempo
2. Allegro non troppo
3. Allegro
4. Larghetto
5. Allegro con brio
6. Allegro moderato

L'œuvre se termine par une coda reprenant intégralement le thème en Andante molto, Doppio movimento.

## Discographie sélective
| Chef                   | Orchestre                                            | Enregistrement | Label                               |
| ---------------------- | ---------------------------------------------------- | -------------- | ----------------------------------- |
| Guennadi Rojdestvenski | Orchestre symphonique de la Chapelle de l'État russe | 1965           | Melodiya/BMG(OCLC 965437875)        |
| Erich Leinsdorf        | Orchestre symphonique de Boston                      | mars 1968      | RCA/Sony Classical (OCLC 859624985) |
| Jean Martinon          | Orchestre national de l'O.R.T.F.                     | 1972           | Vox Records (OCLC 9408371)          |
| Walter Weller          | Orchestre philharmonique de Londres                  | mai 1978       | Decca (OCLC 907557881)              |
| Zdeněk Košler          | Orchestre philharmonique tchèque                     | 1980           | Supraphon (OCLC 802691478)          |
| Neeme Järvi            | Orchestre national royal d'Écosse                    | mai 1984       | Chandos Records (OCLC 264060571)    |
| Mstislav Rostropovitch | Orchestre national de France                         | avril 1987     | Erato (OCLC 79379569)               |
| Seiji Ozawa            | Orchestre philharmonique de Berlin                   | janvier 1990   | Deutsche Grammophon (OCLC 27149923) |
| Theodore Kuchar        | Orchestre symphonique national d'Ukraine             | décembre 1995  | Naxos (OCLC 177010472)              |
| Valeri Polianski       | Orchestre symphonique de la Chapelle de l'État russe | mai 2001       | Chandos Records (OCLC 811244440)    |
| Valeri Guerguiev       | Orchestre symphonique de Londres                     | mai 2004       | Philips (OCLC 77107739)             |